# Sabine Bard
Sabine Bard, geb. Katzschner, (* 27. November 1946 in Rinteln; † 21. Februar 2016 in Mittelherwigsdorf) war eine deutsche Politikerin. Sie war vom 29. März 1983 bis zu ihrem Ausscheiden durch Rotation am 31. März 1985 Mitglied des Deutschen Bundestages. Sie wurde über die Landesliste der Grünen in Bayern gewählt.

## Ausbildung
Nach dem Besuch der Volksschule in Ravensburg ab 1953 und dem Abitur 1966 am Elly-Heuss-Knapp-Gymnasium in Stuttgart-Bad Cannstatt absolvierte Sabine Bard ein Studium der Tiermedizin an der Universität München, das sie im Herbst 1971 mit dem Staatsexamen abschloss. Im Frühjahr 1972 erhielt sie die Approbation als Tierärztin. Nach wissenschaftlicher Mitarbeit in der Forschungsgruppe Diabetes München wurde sie 1978 promoviert. Danach beteiligte sie sich als wissenschaftliche Mitarbeiterin am Salem-Institut (München, später Stadtsteinach) an Forschungen zu Alternativen zum Tierversuch.

## Politik
Sabine Bard wurde zu Beginn ihrer Berufstätigkeit Mitglied der Gewerkschaft Öffentliche Dienste, Transport und Verkehr. Anfang 1980 trat sie der Partei Die Grünen bei. Nach der 1986 von der Christlich Demokratischen Union herausgegebenen Broschüre „Die Kader der Grünen“ soll sie vorher Mitglied der Kommunistischen Partei Deutschlands (Aufbauorganisation) (KPD-AO) gewesen sein bzw. sich von 1973 bis 1979 auch in der Liga gegen den Imperialismus in Augsburg und München beteiligt haben.
In der Zeit von März 1983 bis März 1985 war sie Mitglied im Deutschen Bundestag, von März 1985 bis Februar 1986 Fraktionsvorsitzende der Grünen. Insbesondere beschäftigte sie sich damit, das aktuelle Jagdgesetz zu entschärfen. Die einzige Gesetzesvorlage, die die Grünen in dieser Legislaturperiode durchgebracht haben, ist das Einfuhrverbot von Schildkrötensuppe, was auf ihre Initiative zurückgegangen ist. Sabine Bard-Kröniger war bis März 2011 Stadträtin für Die Grünen in Aichach.

## Veröffentlichungen
- Untersuchung zur Interkonvertierung des Pyruvatdehydrogenasekomplexes in Fettzellmitochondrien, München 1977 (Universität, Fachbereich Tiermedizin, Dissertation, Tag der Promotion: 24. Februar 1978. Lebenslauf auf S. [73]).
- Sabine Bard, Barbara Ganser: Möglichkeiten zum Abbau von Tierversuchen in Forschung und Industrie; Wo stehen wir heute ?, München (Salem-Forschungsinstitut für Alternativen zum Tierversuch) [1979].
- Sabine Bard, Barbara Ganser, Kurt Raisch: Aktuelle Probleme der Tierversuche. Aufsätze zur gegenwärtigen Situation, Haar bei München (Salem-Forschungsinstitut) 1980 (darin u. a. von S. Bard: Tiere als Modell im Dienste der medizinischen Forschung. Eine kritische Würdigung, S. 21–35).

## Belege
1. ↑   Tochter von Fritz Katzschner und seiner Ehefrau Margot, geb. Kolkwitz
2. ↑  Nachruf in der Augsburger Allgemeinen, abgerufen am 11. März 2016.
3. ↑   ZDF-Magazin vom 22. Januar 1986 (Die Kader der Grünen, Anmerkung 108)
4. ↑   Konkret 3/83 (Die Kader der Grünen, Anmerkung 109)

| Personendaten    | Personendaten                                     |
| ---------------- | ------------------------------------------------- |
| NAME             | Bard, Sabine                                      |
| ALTERNATIVNAMEN  | Katzschner, Sabine (Geburtsname)                  |
| KURZBESCHREIBUNG | deutsche Politikerin (Bündnis 90/Die Grünen), MdB |
| GEBURTSDATUM     | 27. November 1946                                 |
| GEBURTSORT       | Rinteln                                           |
| STERBEDATUM      | 21. Februar 2016                                  |
| STERBEORT        | Mittelherwigsdorf                                 |